# Hallormsstaðaskógur
Hallormsstaðaskógur je chráněné území v islandském regionu Austurland, 25 km jihozápadně od města Egilsstaðir. S rozlohou 740 hektarů je největší lesní plochou na ostrově. Je pojmenováno podle Hallormsstaðuru, jediné islandské vesnice obklopené lesem.
V roce 1899 byl na Islandu vydán zákon o státní ochraně cenných přírodních lokalit a v roce 1905 byl Hallormsstaðaskógur vyhlášen prvním „národním lesem“ v zemi. Zbytky lesa byly oploceny, aby se do nich nedostal pasoucí se dobytek, a začal program zalesňování. Nejběžnějšími stromy jsou bříza pýřitá, modřín a jedle, bylo zřízeno arboretum, které experimentálně pěstuje dovezené dřeviny jako je jedlovec Mertensův nebo zerav obrovský. V lese žije čečetka zimní, bělokur rousný, drozd cvrčala a další druhy. Hallormsstaðaskógur je oblíbenou rekreační oblastí, díky množství značených stezek se zde provozuje pěší turistika, sbírají se houby a lesní ovoce. Turistickou atrakcí je vodopád Ljósárfoss. Les leží na východním pobřeží jezera Lagarfljót, v zálivu Atlavík se nachází kemp s restaurací a půjčovnou loděk, kde se každé léto koná velký hudební festival.